# Michael Wishart
Pour les articles homonymes, voir Wishart.
John Michael Wishart (Londres, 12 juin 1928 – 29 juin 1996) est un peintre figuratif britannique qui a fait une grande partie de sa carrière en France, en Amérique et en Afrique du Nord. Ami de Francis Bacon et Lucian Freud, opiomane, alcoolique et bisexuel notoire, il a publié en 1977 un livre de souvenirs, High Diver (en français Le Saut de l'ange), qui a fait scandale.

## Biographie
Michael Wishart est né le 12 juin 1928 dans le quartier londonien de St Pancras. Il est le premier fils d'Ernest Wishart (1902-1987), cofondateur de la maison d'édition marxiste Lawrence and Wishart, et de Lorna Garman (en) (1911-2000), future modèle et maîtresse du peintre Lucian Freud. Il avait pour marraine la collectionneuse Peggy Guggenheim. Élevé dans le Sussex, il a étudié à Bedales School, à la Central School of Arts and Crafts de Londres et à l'Anglo-French Art School (en) de St. John's Wood, où il a eu notamment pour professeurs Óscar Domínguez, Antoni Clavé, Jean Lurçat et André Lhote. Il a ensuite étudié auprès du peintre Cedric Morris (en) dans le Suffolk. Il a connu un succès précoce avec sa première exposition, mais ses excès ont nui à la suite de sa carrière, qui a eu un aspect chaotique.
Il a épousé le 12 juin 1950 l'artiste Anne Dunn (en), dont il a eu un fils en 1953, Francis, avant leur divorce en 1960 (Anne Dunn s'est remariée avec le peintre Rodrigo Moynihan (en)).
Il a publié en 1977 ses mémoires, High Diver (en français Le Saut de l'ange), qui couvrent sa jeunesse jusqu'au début des années 1960.
Il est mort le 29 juin 1996 dans le quartier londonien de Wandsworth.